# Serra del Montsec
Der Gebirgszug Serra del Montsec ist Teil der südlichen Pre-Pyrenäen in den spanischen Autonomen Gemeinschaften Katalonien und Aragonien. Das Kalksteingebirge bedeckt eine Fläche von 187 km². Geteilt durch die in Nord-Süd-Achse ausgerichteten Täler der Flüsse Noguera Pallaresa und Noguera Ribagorzana kann der in einer West-Ost-Achse ausgerichtete zirka 40 km lange Gebirgszug in drei Abschnitte gegliedert werden.

## Montsec de l’Estall

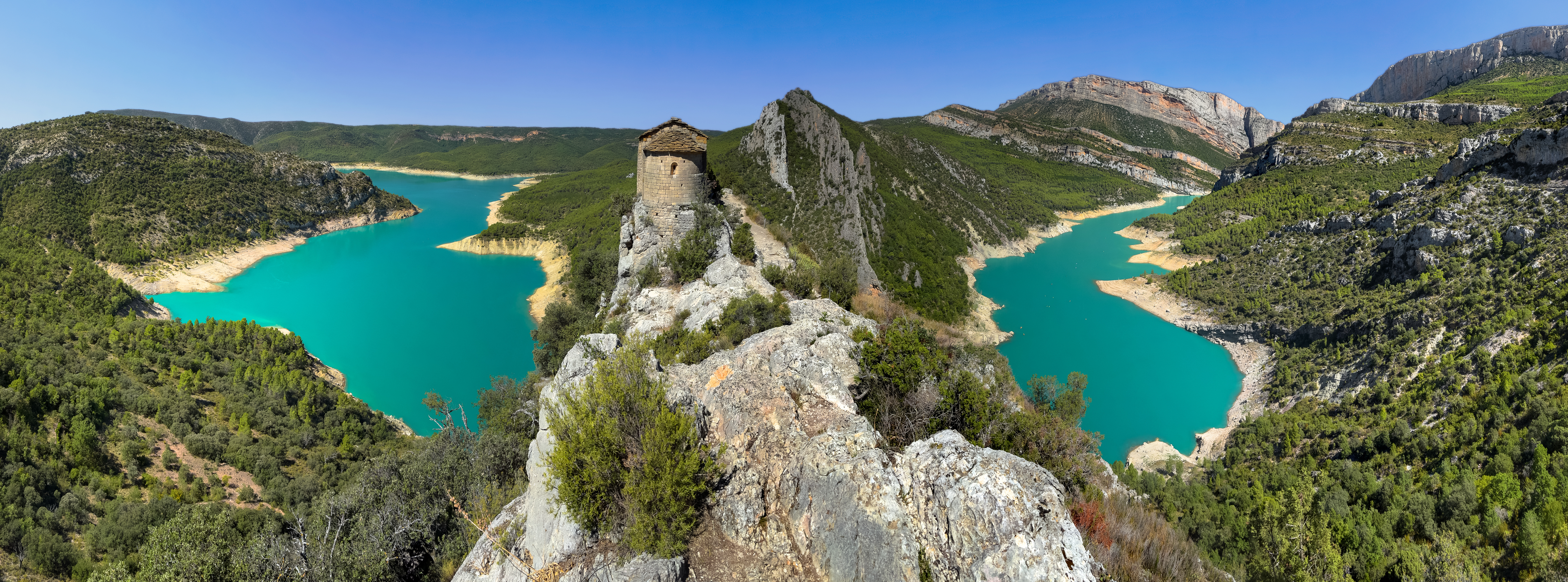
Grenzfluss Noguera Ribagorzana

Montsec de l’Estall ist der westliche Abschnitt der Serra del Montsec und liegt in der Comarca Baixa Ribagorça in Aragonien. Begrenzt wird dieser Teil des Gebirgszuges im Osten durch den Grenzfluss Noguera Ribagorzana, der Aragonien von Katalonien trennt. Dieser Höhenzug mit zirka 8 km Länge ist der kleinste und der mit den niedrigsten Gipfeln. Die höchste Erhebung ist der lo Graller (1.329 Meter).

## Montsec d’Ares
Montsec d’Ares ist das Grenzgebirge zwischen der nördlichen Comarca Pallars Jussà und der südlichen Comarca Noguera in Katalonien. Der mittlere Abschnitt der Serra del Montsec liegt zwischen den Flüssen Noguera Ribagorzana im Westen und dem Noguera Pallaresa im Osten. Mit einer Länge von zirka 18 km ist es der längste Teil des Gebirgszuges. Die höchste Erhebung ist der Sant Alís (1.676 Meter). Bei der Gemeinde d’Àger auf dem Pic de la Corona auf 1.570 Meter Höhe befindet sich das Observatori Astronòmic del Montsec und der Parc Astronòmic Montsec.

## Montsec de Rubies
Wie Montsec d’Ares ist auch Montsec de Rubies das Grenzgebirge der Comarcas Pallars Jussà und Noguera. Dieser östliche Abschnitt der Serra del Montsec ist im Westen begrenzt durch das Tal des Flusses Noguera Pallaresa. Die Montsec de Rubies haben eine Länge von zirka 13 km. Die höchste Erhebung ist der Tossal de les Torretes (1.677 Meter).